# Norbert Holík
Norbert Holík (14 de mayo de 1972) es un deportista eslovaco que compitió en atletismo adaptado y esquí alpino adaptado. Ganó una medalla de bronce en los Juegos Paralímpicos de Sídney 2000 y una medalla de bronce Juegos Paralímpicos de Salt Lake City 2002.

## Palmarés internacional
| Juegos Paralímpicos | Juegos Paralímpicos | Juegos Paralímpicos | Juegos Paralímpicos |
| Año                 | Lugar               | Medalla             | Prueba              |
| ------------------- | ------------------- | ------------------- | ------------------- |
| 2000                | Sídney (Australia)  | Medalla de bronce   | Pentatlón P13       |

| Juegos Paralímpicos | Juegos Paralímpicos             | Juegos Paralímpicos | Juegos Paralímpicos |
| Año                 | Lugar                           | Medalla             | Prueba              |
| ------------------- | ------------------------------- | ------------------- | ------------------- |
| 2002                | Salt Lake City (Estados Unidos) | Medalla de bronce   | Eslalon B3          |